# Claudia Mauri
Claudia Mauri (Vizzolo Predabissi, 18 dicembre 1992) è una calciatrice italiana, di ruolo centrocampista.

## Carriera

### Club

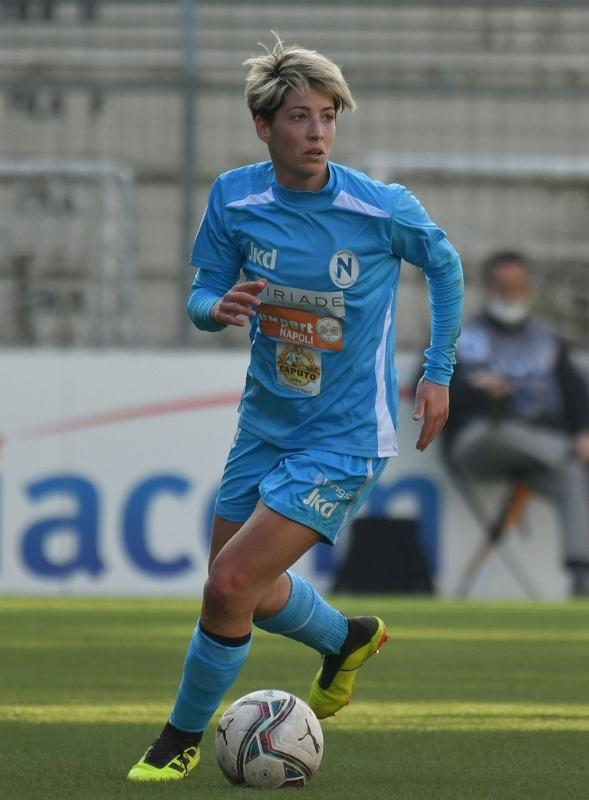
Claudia Mauri in azione col Napoli Femminile nella stagione 2021-22.

Claudia Mauri inizia la carriera in una formazione interamente femminile tesserandosi con la Riozzese, società calcistica femminile con sede nella frazione di Riozzo del comune di Cerro al Lambro, dove gioca nella sua formazione giovanile che partecipa al Campionato Primavera. 
Grazie alle sue prestazioni nella formazione Primavera, il mister Franco Lanzani decide di inserirla in rosa nella squadra titolare dove fa il suo esordio il 20 maggio 2008, nella semifinale di andata di Coppa Italia 2007-2008 dove incontra la ben più titolata Eurospin Torres detentrice del trofeo, partita conclusasi 2-1 per le sassaresi, facendola partire titolare a soli 15 anni e giocando circa mezz'ora prima di essere costretta a lasciare il campo per infortunio.
Lanzani la conferma anche per la stagione 2008-2009, la seconda affrontata dalla Riozzese nel campionato di Serie A. La stagione si rivela ampiamente negativa per la squadra, funestata da un grave infortunio al bomber Chiara Piccinno che la lascia fuori rosa per un intero girone che, unito all'indisposizione delle colleghe Claudia Pignedoli, Francesca Tonani, e Laura Biliato per gran parte della stagione, comprometterà inevitabilmente le sorti della società. Retrocessa in A2, decise di rinunciare all'iscrizione al campionato 2009-2010. Con il Riozzese Mauri scese in campo 15 volte su 22 partite.
Nell'estate 2009 viene contattata dalla dirigenza del Mozzanica, società dell'omonima cittadina in provincia di Bergamo, la quale stava allestendo una rosa che le permettesse di accedere alla massima serie e che le propone un contratto per disputare il campionato di Serie A2 2009-2010 con la maglia biancoazzurra. Con le bergamasche centra subito il risultato; la squadra iscritta al girone A, termina il campionato al primo posto con 5 punti sulle inseguitrici del Südtirol Vintl, entrambe promosse in Serie A nella stagione successiva.
Nel campionato entrante, il primo in Serie A del Mozzanica, contribuisce ad ottenere il 4º posto, miglior risultato della sua presenza nella massima serie. Veste la maglia del Mozzanica per sei campionati, fino alla stagione 2014-2015, decidendo di abbandonare la società e congedandosi dalla società con un tabellino personale di 25 reti siglate su 137 presenze di campionato.
Nel settembre 2016, dopo un anno di sospensione dell'attività agonistica causa grave infortunio, Mauri decide di tornare a giocare con la Riozzese, neo promossa dalla Serie C regionale, per la stagione entrante.
Nell'estate 2019 si è trasferita al Milan dopo un'esperienza di una stagione alla Doverese. Nelle due stagioni e mezza di permanenza al Milan è scesa in campo in Serie A in 16 occasioni. Nel corso della sosta invernale della stagione 2021-22 ha lasciato la società rossonera per trasferirsi al Napoli.
L'11 agosto 2024, viene ingaggiata a titolo definitivo dal Lumezzane, neo-promosso in Serie B.

### Nazionale
Dal 2008 viene convocata alle selezioni per le giovanili della nazionale di calcio femminile italiana seguendo la trafila delle varie selezioni per età passando dalla Under-19 alla Under-20.
Il suo esordio internazionale in maglia azzurra avviene il 27 marzo 2010 quando la Under-19 incontra le pari età dell'Ucraina nel secondo turno delle qualificazioni al Campionato europeo femminile Under 19 di calcio 2010 Mauri giocherà in tutte le quattro partite della fase.
Nel giugno 2012 il coordinatore delle squadre nazionali giovanili femminili Corrado Corradini la convoca nella formazione Under-20 che si avvia a giocare nella fase a gironi, gruppo B, del Mondiale del Giappone Mauri scende in campo da titolare in tutte e tre le partite che le Azzurrine giocano nel Gruppo B della Fase a gironi conquistando però un solo punto e concludendo subito l'avventura con l'eliminazione dal torneo.
Nell'agosto 2013 il commissario tecnico Antonio Cabrini la convoca per la prima volta per uno stage con la Nazionale maggiore nel gruppo che dal mese successivo inizierà la fase a gironi delle qualificazioni al Mondiale 2015 del Canada.

## Palmarès

### Club
- Campionato italiano di Serie A2: 1

Mozzanica: 2009-2010
- Campionato italiano di Serie B: 1

Napoli: 2022-2023